# 加藤早紀子
加藤 早紀子（かとう さきこ、1950年12月19日 - ）は、日本の女優、声優、ナレーター、司会者。東京都出身。コントロールプロダクション所属（チーフマネージャーも担当）。

## 人物
以前はプロダクション河に所属していた。
声種はアルト。
趣味はバレエ、フラダンス。
資格は普通自動車免許。

## 出演

### テレビアニメ
時期不明
- ピノキオ（ピノキオ）

1976年
- 恐竜探険隊ボーンフリー（木村久子）
- ドカベン

1977年
- 恐竜大戦争アイゼンボーグ（令子、福山タケシ）

1979年
- ザ☆ウルトラマン（少年たち 他）

1980年
- ニルスのふしぎな旅（ヒヨコ）

### 特撮
- 恐竜戦隊コセイドン（1978年、アルタシヤ姫の声）
- ウルトラマン80（1980年、ビブロス星人ミリーの声）

### テレビドラマ
- ある美人の一生
- 結婚戦争ここ一番!
- 炎の青春

### バラエティ
- なぜなぜロンちゃん（ロンちゃんの声）
- ものしりソクラくん（ロンちゃんの声）
- ワンツージャンプ!（モンモンちゃんの声）

### 舞台
- オズの魔法使い

### CM
- 小林製薬・カーサワデー

### ラジオドラマ
- 科学忍者隊ガッチャマン
- クイーン・エメラルダス 交響詩 エメラルダス II（ベルテス）
- ヨッちゃんの青春ド真ん中
- 私の文庫本

### その他コンテンツ
- ナレーション 多数[2]
- イベント、式典、ブライダルCM 多数[2]